# Eriptychiida
Los eriptíquidos (Eriptychiida) son una subclase extinta de peces agnatos de la clase Pteraspidomorphi, que vivieron en el Ordovícico. Están representados por el género Eriptychius, que superficialmente se asemeja a Astraspis por su escudo cefálico teselado, sin embargo su microestructura ósea y dentinaria se asemeja más a la de los heterostráceos. Sus fósiles se encuentran en Norteamérica, generalmente junto con Astraspis, a menudo se les suele relacionar con los heterostráceos basándose en la histología comparativa.
Se caracterizan por poseer tubérculos grandes y aplanados formados por ortodentina con túbulos muy grandes y posiblemente recubiertos con esmalte verdadero, además presentan un endoesqueleto masivamente calcificado permeado por canales para los vasos sanguíneos. Algunos estudios recientes sugieren que Eriptychius posee un neurocráneo preorbitario, lo cual puede sugerir que los primeros gnatostomados tenían el neurocráneo entre el espacio del esqueleto dérmico y el cerebro.

## Taxonomía
Según la taxonomía más reciente basada en los trabajos de Mikko's Phylogeny Archive, Nelson, Grande y Wilson 2016, y van der Laan 2018, la sistemática de Eriptychiida se vería así:
- Clase Eriptychiida† Tarlo, 1962
  - Orden Eriptychiiformes† Örvig 1958
    - Familia Eriptychiidae† Tarlo 1962
      - Género Eriptychius† Walcott 1892
      - Género Eleochera†  Sansom & Smith 2005

    - Familia Oniscolepididae†  Märss & Karatajūtė-Talimaa 2009
      - Género Kallostrakon† Lankester 1870
      - Género Oniscolepis† Pander 1856 non Groß 1961